# P53
p53 (белок p53) — это транскрипционный фактор, регулирующий клеточный цикл. p53 выполняет функцию супрессора образования злокачественных опухолей, соответственно ген TP53 является антионкогеном. Мутации гена TP53 обнаруживаются в клетках около 50 % раковых опухолей. Зачастую его называют «стражем генома».
Своё название белок получил по молекулярной массе, которая была определена по его движению в SDS-PAGE — 53 кДа. Реальная молекулярная масса белка составляет 43,7 кДа. Погрешность в первоначальном определении молекулярной массы вызвана наличием множества остатков пролина в составе p53, которые замедляют движение белка в геле.

## Названия белка
- Клеточный опухолевый антиген p53
- Опухолевый супрессор p53
- Фосфопротеин p53
- Антиген NY-CO-13

## Ген белка p53
Ген человека, кодирующий белок p53, называется TP53 (курсив указывает на то, что это название гена, а не белка). У человека этот ген расположен на хромосоме 17 (17p13.1).
Локализация гена в геноме других организмов:
- Мышь — хромосома 11
- Крыса — хромосома 10
- Собака — хромосома 5
- Свинья — хромосома 12

## Структура
Человеческий белок p53 состоит из 393 аминокислотных остатков и имеет 5 доменов:
- N-концевой домен, активирующий транскрипцию (англ. transcription-activation domain; TAD), аминокислотные остатки 1-42;
- Богатый пролином домен, важный для апоптотической активности p53, аминокислотные остатки 80-94;
- ДНК-связывающий домен («цинковый палец»), аминокислотные остатки 100—300;
- Домен, отвечающий за олигомеризацию, аминокислотные остатки 307—355. Тетрамеризация очень важна для активности p53 in vivo;
- C-концевой домен, задействованный в отсоединении ДНК-связывающего домена от ДНК, аминокислотные остатки 356—393.

Мутации, инактивирующие p53 при раковой трансформации, обычно затрагивают ДНК-связывающий домен. Эти мутации приводят к неспособности белка p53 связываться с ДНК и, следовательно, выполнять функцию активатора транскрипции. Такие мутации обычно являются рецессивными. В случае мутаций в домене, отвечающем за олигомеризацию, мутантный белок зачастую способен образовывать димеры с белком дикого типа, инактивируя его. Такие мутации являются доминантными.

## Функции белка p53
Белок р53 является продуктом гена-супрессора опухоли TP53 и экспрессируется во всех клетках организма. При отсутствии повреждений генетического аппарата белок р53 находится в неактивном состоянии, а при появлении повреждений ДНК активируется. Активация состоит в приобретении способности связываться с ДНК и активировать транскрипцию генов, которые содержат в регуляторной области нуклеотидную последовательность, которая называется p53-response element (участок ДНК, с которым связывается белок р53). Таким образом, р53 — фактор, который запускает транскрипцию группы генов и который активируется при накоплении повреждений ДНК. Результатом активации р53 является остановка клеточного цикла и репликации ДНК; при сильном стрессовом сигнале — запуск апоптоза.
Белок р53 активируется при повреждениях генетического аппарата, а также при стимулах, которые могут привести к подобным повреждениям, или являются сигналом о неблагоприятном состоянии клетки (стрессовом состоянии). Функция белка р53 состоит в удалении из пула реплицирующихся клеток тех клеток, которые являются потенциально онкогенными (отсюда образное название белка р53 — англ. guardian of the genome — хранитель генома). Данное представление подтверждается тем фактом, что потеря функции белка р53 может быть установлена в ~50 % случаев злокачественных опухолей человека. В регуляции активности белка р53 ведущая роль принадлежит посттрансляционным модификациям белка и его взаимодействиям с другими белками.

## Активация белка р53

Активация p53 через систему DAXX.

Активация белка р53 происходит в ответ на многочисленные стрессовые стимулы:
1. непосредственные повреждения ДНК (классический стимул);
2. повреждения аппарата сегрегации генетического материала (например, митотического веретена);
3. уменьшение концентрации свободных рибонуклеотидов;
4. гипоксия;
5. тепловой шок;
6. высокая концентрация NO (монооксида азота);
7. ионизирующее излучение.

В быстро делящихся(пролиферирующих) клетках было обнаружено увеличение концентрации белка р53 по сравнению с делящимися медленно. Значение увеличения концентрации р53 в данном случае в том, что клетки, которые быстро реплицируют ДНК, более подвержены возникновению повреждений генетического аппарата, чем, например, неделящиеся клетки в фазе G0. Следовательно, увеличение концентрации р53 — это подготовка клетки для быстрой реакции на возможное возникновение повреждений ДНК. Очевидно, что для остановки клеточного цикла в условиях стимуляции пролиферации внеклеточными ростовыми факторами требуется более высокая концентрация р53, чем в условиях фазы G0. Вследствие строгого посттрансляционного контроля активации белка р53, высокая концентрация белка р53 сама по себе не ведёт к его активации.
Концентрация белка р53 увеличивается в результате снятия ингибирования трансляции его мРНК. Подавление трансляции происходит в результате связывания регуляторных белков с последовательностями нуклеотидов в 3'-нетранслируемой области мРНК. Модификация белка р53 приводит к его активации. Латентный (неактивный) белок р53 локализуется в цитоплазме (по крайней мере на некоторых стадиях клеточного цикла); активный белок р53 локализуется в ядре клетки. При отсутствии стрессового стимула белок р53 имеет короткий период полураспада (5—20 мин в зависимости от типа клеток). Активация белка сопряжена с увеличением его стабильности. В регуляции стабильности (и активности) белка р53 главная роль принадлежит белку Mdm2.

## Роль Mdm2 в регуляции функций p53
При нормальных условиях в клетке экспрессируются и белок р53, и белок Mdm2. Функция белка Mdm2 первоначально была установлена у мышей, отсюда название Mdm2 (англ. mouse double minute chromosome amplified oncogene — онкоген, который был амплифицирован на хромосоме типа «double minute»). Гомологичный ген человека HDM2 также является онкогеном.
N-концевой домен белка Mdm2 связывается с N-концевым трансактивирующим доменом белка р53. Таким образом, белок Mdm2 препятствует активирующему действию белка р53. Кроме того, комплекс Mdm2:р53 является ингибитором транскрипции (вероятно, вследствие сохранения способности белка р53 к присоединению к ДНК).
Белок Mdm2 является ферментом группы E3 системы убиквитин-зависимого протеолиза, причём Mdm2 специфичен в отношении белка р53. Это означает, что белок Mdm2 катализирует перенос активированного убиквитина с фермента группы Е2 на белок р53. Таким образом, белок Mdm2 является Е3-лигазой. Маркированный убиквитином белок р53 является субстратом для 26S протеасомы, которая осуществляет протеолиз молекул белка р53. В нестрессовых условиях постоянно образуется комплекс Mdm2:р53 и осуществляется протеолиз р53. Этим объясняется низкая концентрация р53 в клетке в отсутствие стресса. Центральная роль белка Mdm2 в деградации белка р53 подтверждается и тем фактом, что добавление к клеткам моноклональных антител к комплексу Mdm2:p53 приводит к значительному увеличению концентрации белка р53. Из приведённых рассуждений также понятно, что повышенная экспрессия белка Mdm2 является онкогенным фактором, а сам белок следует отнести к протоонкогенам. Кроме 26S протеасомы протеолиз белка р53 может осуществляться цистеиновыми протеазами семейства С2, которые также известны как кальпаины.
Активированный белок р53 стимулирует экспрессию гена mdm2. Таким образом, для регуляции активности белка р53 существует механизм отрицательной обратной связи. Ген mdm2 является поздним геном среди тех, экспрессию которых стимулирует белок р53. Относительная трансактивирующая активность белка р53 в отношении mdm2 и остальных генов-мишеней р53 задаёт тот временной промежуток, в течение которого р53 может выполнять свои функции.
Функция белка Mdm2 в маркировании белка р53 для деградации, по-видимому, не является уникальной, так как связывание киназы JNK с белком р53 приводит к убиквитилированию и последующей деградации р53.

## Гипотетические модели молекулярных механизмов активации белка p53
Предложено несколько моделей молекулярных механизмов активации белка р53 . Данные модели сходны в том, что они учитывают центральную роль белка Mdm2 в регуляции состояния белка р53. Только первая из предлагаемых моделей получила наиболее полное подтверждение, тогда как остальные подтверждены только частично.
Подробно охарактеризована группа белков, которая включает киназы, родственные киназе PI(3)K (англ. phospho-inositide 3-kinase; фосфоинозит 3-киназа). Наиболее известным белком данной группы является белок АТМ (англ. ataxia telangiectasia mutated — белок, мутированный при комплексном заболевании, которое включает симптомы атаксии и телеангиоэктезии). Белок АТМ и родственные ему белки группы PI(3)K используют один домен для специфического связывания с двуцепочечным разрывом ДНК; при этом изменяется конформация всего белка, в том числе и второго домена, который обладает киназной активностью; связывание белка АТМ с двуцепочечным разрывом ДНК приводит к активации киназной активности белка. Киназа АТМ фосфорилирует белок р53 по остатку Ser15; киназа DNA-PK (англ. DNA-dependent protein kinase; протеинкиназа, активность которой зависит от связывания с ДНК), другой белок рассматриваемой группы, фосфорилирует белок р53 по остаткам Ser15 и Ser37. Данные остатки серина (Ser), а также предполагаемые сайты фосфорилирования Thr18 (треонин) и Ser20 располагаются в той части белка р53, которая взаимодействует с белком Mdm2. Предполагается, что в фосфорилированной форме белок р53 не взаимодействует с белком Mdm2, что увеличивает период полураспада белка р53 и, возможно, приводит к его активации. Также было показано, что для нормально функционирующей клетки одного двуцепочечного разрыва ДНК достаточно для активации белка р53 и остановки клеточного цикла.
Вторая гипотеза предполагает, что фосфорилируются остатки белка Mdm2, которые расположены в части белка, ответственной за связывание с белком р53. Результатом является диссоциация комплекса Mdm2:р53. Такой гипотетический сайт фосфорилирования был предложен на белке Mdm2 ; при этом предполагается роль киназы DNA-PK в фосфорилировании. Данная модель не исключает предыдущую.
Третья гипотеза предполагает, что фосфорилируется Mdm2, и это приводит к ингибированию Е3-лигазной активности белка. Комплекс Mdm2:p53 не диссоциирует, но одновременно белок р53 не маркируется для деградации.
Помимо рассмотренных посттрансляционных модификаций р53 подвергается ацетилированию и гликозилированию, что приводит к увеличению аффинности белка р53 к сайтам связывания в ДНК.

## Роль p19ARF в увеличении концентрации р53
Белок р53 активируется в ответ на повышенную экспрессию протоонкогенов Ras, Myc, β-катенина и аденовирусного онкогена Е1А. Это достоверно установленное биохимическое событие получило объяснение только после установления роли белка p19ARF (англ. p19 product of alternative reading frame of INK4a gene; белковый продукт гена INK4a, который считывается с альтернативной рамки считывания и имеет массу 19 кДа). Повышенная экспрессия онкогенов приводит к значительному усилению экспрессии белка p19ARF, что по крайней мере отчасти, обусловлено увеличением концентрации транскрипционного фактора E2F. Белок p19ARF синтезируется в результате считывания альтернативной рамки гена INK4a. Ген INK4a — это ген-супрессор опухоли, который помимо p19ARF кодирует белок р16INK4a (англ. p16 inhibitor of cyclin-dependent kinases Cdk4.6; ингибитор циклин-зависимых киназ Cdk4.6, который имеет массу 16 кДа). Белок p19ARF связывается с Mdm2 и в меньшей степени с р53. Связывание с Mdm2 приводит к ингибированию Е3-лигазной активности Mdm2. Следовательно, увеличение концентрации белка р19ARF приводит к уменьшению скорости деградации р53 и ведёт к увеличению концентрации р53 и далее к активации белка р53.

## Действие белка p53
Активированный белок р53 является специфическим транскрипционным фактором. Гены, транскрипцию которых стимулирует белок р53, кодируют белки-компоненты апоптотической программы (проапоптотические компоненты) и белки, которые регулируют клеточный цикл.
Активированный белок р53 супрессирует транскрипцию ряда генов. Этот супрессирующий эффект не связан с супрессорной функцией комплекса Mdm2:p53, так как данный комплекс супрессирует транскрипцию тех генов, которые активируются белком р53 (не связанным с белком Mdm2). В то же время супрессорный эффект белка р53 касается другого набора генов. Репрессия транскрипции по крайней мере частично объясняется тем, что белок р53 формирует комплексы с неспецифическими транскрипционными факторами, среди них белок TBP (англ. TATA-box binding protein; белок, который связывается с последовательностью TATA), белок CBF (англ. CCAAT binding factor; белок, который связывается с последовательностью CCAAT) и белок SP-1.

## Различия между нормальной и патологической активацией протоонкогенов, воздействующих на p53
При нормальном увеличении активности протоонкогенов (например, в результате передачи пролиферативного сигнала от рецепторов цитоплазматической мембраны) активация протоонкогенов носит временный характер и значимого увеличения концентрации p19ARF не происходит.
Результатом передачи пролиферативного сигнала является одновременно активация протоонкогенов и инактивация р53. Так, для цитокинов bFGF (англ. basic fibroblast growth factor; основный фактор роста фибробластов) и IGF-1 (англ. insulin-like growth factor 1; инсулино-подобный факторы роста типа 1) было показано, что одним из последствий их действия является увеличение концентрации Mdm2.
Антиапоптотическое действие ростовых факторов, возможно, реализуется после действия р53.

## Полиморфизм белка p53. Белки-гомологи
В настоящее время известно, по меньшей мере 12 различных изоформ белка p53: p53α (канонический p53), p53β, p53γ, Δ40p53α, Δ40p53β, Δ40p53γ, Δ133p53α, Δγ133p53β, Δ133p53β, Δ133p53β , Δ160p53α, Δ160p53β и Δ160p53γ. Члены семейства p53 взаимодействуют друг с другом и могут модулировать экспрессию и биологическую активность друг друга. Многочисленные исследования показали, что дисбаланс экспрессии изоформ p53 в определенных типах клеток вызывает возрастные расстройства, такие как рак, преждевременное старение и дегенеративные заболевания.
Следует отметить что в результате молекулярной эволюции изоформы Δ133p53 специфически присутствуют у людей и приматов высокого порядка, но не у других организмов, включая лабораторных животных (например, рыбки Данио-рерио экспрессируют Δ113p53 похожий на Δ133p53 человека, тогда как Δ122p53 мышей существенно отличается по биологическим свойствам от Δ133p53 человека).
У некоторых долгоживущих животных, например у слонов, вместо дополнительных изоформ увеличена численность копий p53 без последовательности необходимой для связывания этого белка с ДНК. Благодаря этому клетки слона обладают усиленным ответом на повреждение ДНК, опосредованным гиперактивным сигнальным путем p53, и как следствие, повышенной устойчивостью к раку.